# Баюр, Юсуф Хикмет
Юсуф Хикмет Баюр (тур. Yusuf Hikmet Bayur; 1891, Константинополь, Османская империя — 1980, Стамбул, Турция) — турецкий государственный и политический деятель и историк.

## Биография
Родился в Константинополе, окончил лицей в Галатасарае и Сорбонну. Был на дипломатической работе — советником посольства в Лондоне (1923), посланником в Белграде (1925), послом в Кабуле (1928). Избирался депутатом турецкого меджлиса 4-7-го, 10-11-го созывов. В правительстве И.Инёню занимал пост министра просвещения с 1933 по 1934. С 1945 — профессор Анкарского университета. С 1946 — член Демократической партии Турции. В 1948 в результате конфликта с руководством Демократической партии вместе с рядом единомышленников вышел из её состава и стал одним из организаторов Национальной партии, которую возглавлял до 1950.